# L'Éclaircie
L'Éclaircie est un roman de Philippe Sollers paru aux éditions Gallimard en 2012.

## Présentation et Résumé
Dans ce roman de Philippe Sollers, la bonne compagnie artistique ne manque pas : il rend aux femmes un hommage appuyé en compagnie de Édouard Manet, Pablo Picasso, Casanova, Stendhal, Friedrich Nietzsche... et de quelques autres.
Cette Lucie que le narrateur rencontre lors de la vente d'un manuscrit exceptionnel d'Histoire de ma vie de Casanova (l'un de ses auteurs préférés), représente la femme lumière, d'où vient son prénom Lucie, cette embellie, cette « éclaircie » pour tout dire. Cette éclaircie, c'est aussi pour lui, cette citation tirée de Parménide du philosophe Martin Heidegger : « Les dieux sont ceux qui regardent vers l'intérieur, dans l'éclaircie de ce qui vient en présence ». Ou cette référence à son cher Casanova : « Suivre le dieu. Quel dieu ? L'intime, l'instant, l'éclaircie, la rencontre, le hasard... ».
Ces femmes sont les divinités des arts, celles de chez Édouard Manet, Victorine Meurent, Berthe Morisot, Méry Laurent, de chez Pablo Picasso, Éva Gouel, Marie-Thérèse, Olga, Dora Maar, Jacqueline et de chez Philippe Sollers, bien sûr, avec Anne la sœur, Sylvie la nièce, Lucie, la femme aimée.
Philippe Sollers rêve des superbes modèles de Manet qu'il s'imagine évoluer par les rues, comme Lucie, son nouvel amour dans laquelle il pense retrouver le souvenir d'Anne, sa sœur disparue. Les vraies fleurs chez Manet et le vraies femmes chez Picasso. « Parfaites, imprévues, elles s’offrent à leurs expériences. Elles s’épanouissent, éblouissent, vieillissent, périssent ; ce sont elles qui balisent le fleuve du temps ».

## Relations critiques
- « Dominé par la figure de Berthe Morisot, le roman de Philippe Sollers parle de peinture et d'amour ». -- Patrick Grainville, Le Figaro du 2 février 2012 --

- « Rimbaud toujours, Casanova beaucoup, Nietzsche et quelques sages taoïstes tapis dans l'ombre... Ensemble convoqués par l'auteur pour conjurer et combattre le nihilisme mortifère dans lequel se complaît l'époque. Pour bousculer le cœur et l'intelligence de qui veut bien lire, voir, entendre. C'est une question très serrée et difficile de savoir pourquoi une peinture touche directement au système nerveux, disait Francis Bacon - la réflexion vaut pour L'Éclaircie, pour tout Sollers ». -- Nathalie Crom, Télérama du 7 janvier 2012 --

- « Tout cela est très intéressant, mais où est passée Lucie? Cette histoire d'amour ressemble à un fumeux prétexte et L'Éclaircie n'est pas un roman. Pour le lecteur averti, du moins, ce sera l'occasion de voler à l'étalage un peu de la culture et du style du professeur Sollers ». -- Laurent Martinet, L'Express du 2 janvier 2012 --